# 桧隈女王
桧隈女王（ひのくまのおおきみ、生没年不詳）は奈良時代の皇族である。父母は不明である。

## 系譜
父母や兄弟姉妹、子女は不明である。しかし、『万葉集』の巻第二の二〇二に、
哭沢の神社（もり）に神酒すゑいのれどもわご玉は高日知らぬ
(泣沢神社の女神に神酒を捧げて薨じられた皇子の延命を祈っているのに、皇子はついに天を治めになってしまわれた。)
その左注に、
「右一首、類聚歌林に曰は、桧隈女王の泣沢女神を怨むる歌といへり。日本記を案ふるに云はく、十年丙申(696)の秋七月辛丑の朔の庚戌、後皇子命薨りましぬといへり」
と記されている。これは、持統天皇十年(696)に、桧隈女王が再生の神に神酒を捧げ高市皇子の延命を祈ったのに、蘇ることなかったという、泣沢女神を恨む和歌である。この和歌で、桧隈女王が高市皇子の延命を祈ったことから、桧隈女王は高市皇子の妃という説がある。